# Codex Monacensis
Kodeks Monachijski, łac. Codex Monacensis, oznaczany symbolami X albo 033 (Gregory-Aland); A3 (von Soden) – grecki kodeks uncjalny Nowego Testamentu z tekstem czterech Ewangelii, paleograficznie datowany na X wiek. Brak not marginalnych, znaczne partie rękopisu zostały utracone, obecna kolejność kart odbiega od oryginalnej. Jest cytowany w niektórych krytycznych wydaniach greckiego Nowego Testamentu.

## Opis
Kodeks zawiera 160 pergaminowych kart (37,5 na 25,5 cm) z tekstem czterech Ewangelii . Tekst ewangeliczny został opatrzony komentarzem. Komentarz na ogół jest autorstwa Chryzostoma. Najbardziej obszerny komentarz zawierają Ewangelia Mateusza i Jana. Ewangelia Marka nie ma komentarza . Komentarz często przybiera formę pytań i odpowiedzi. Rękopis nie dotrwał w całości do czasów współczesnych i ma wiele luk.
Kodeks był pisany na grubym pergaminie atramentem koloru czerwonobrunatnego. Tekst napisany został dwoma kolumnami na stronę, 45 linijek w kolumnie, bardzo elegancką uncjałą. Uncjała jest niewielka, prosta, czasem ściśnięta, stosuje przydechy i akcenty. Komentarz pisany jest minuskułą. Tekstu nie podzielono ani według κεφαλαια (rozdziały), ani według krótkich Sekcji Ammoniusza, brakuje również not liturgicznych na marginesie. Tischendorf zauważył, że minuskułowy tekst komentarza jest pod względem paleograficznym podobny do oksfordzkiego rękopisu Platona z roku 895 (MS. E. D. Clarke 39).
Tekst ewangeliczny opatrzony został komentarzem (z wyjątkiem Ewangelii Marka), zapisanym minuskułą. Ewangelie są ułożone według zachodniego porządku (Mateusz, Jan, Łukasz, Marek). Obecna kolejność kart odbiega od pierwotnej, karty Ewangelii Mateusza znajdują się zarówno na początku, jak i na końcu rękopisu . Dlatego dawniejsi badacze sądzili (np. Tregelles, Scrivener), że Ewangelie były uporządkowane według następującej kolejności: Jan, Łukasz, Marek, Mateusz. Prawdopodobnie karty zostały przemieszane podczas oprawiania rękopisu. Po badaniach przeprowadzonych przez Gregory’ego przyjmuje się, że kolejność Ewangelii jest typu zachodniego.

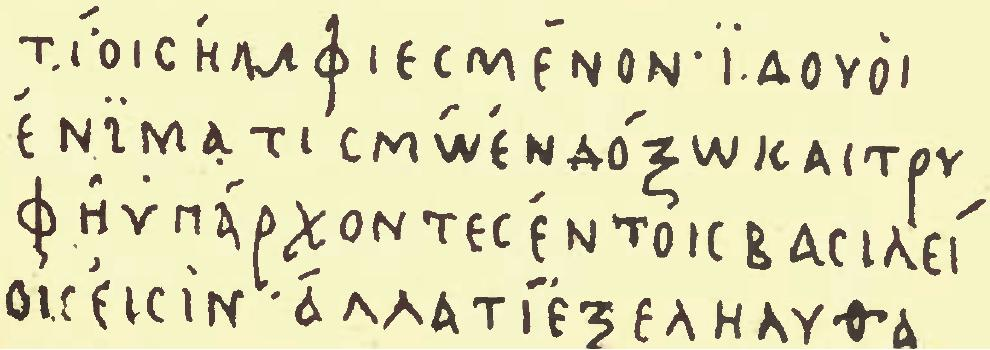
Faksymile Scrivenera z 1894 z tekstem Łk 7,25–26

Do naszych czasów zachowały się następujące partie tekstu ewangelicznego:
- Ewangelia Mateusza 6,6.10.11; 7,1–9,20; 9,34–11,24; 12,9–16,28; 17,14–18,25; 19,22–21,13; 21,28–22,22; 23,27–24,2; 24,23–35; 25,1–30; 26,69–27,12;
- Ewangelia Jana 1,1–13,5; 13,20–15,25; 16,23–do końca;
- Ewangelia Łukasza 1,1–37; 2,19–3,38; 4,21–10,37; 11,1–18,43; 20,46–do końca;
- Ewangelia Marka 6,46–do końca (przy czym rozdziały 14–16 są nieczytelne)[13].

## Tekst

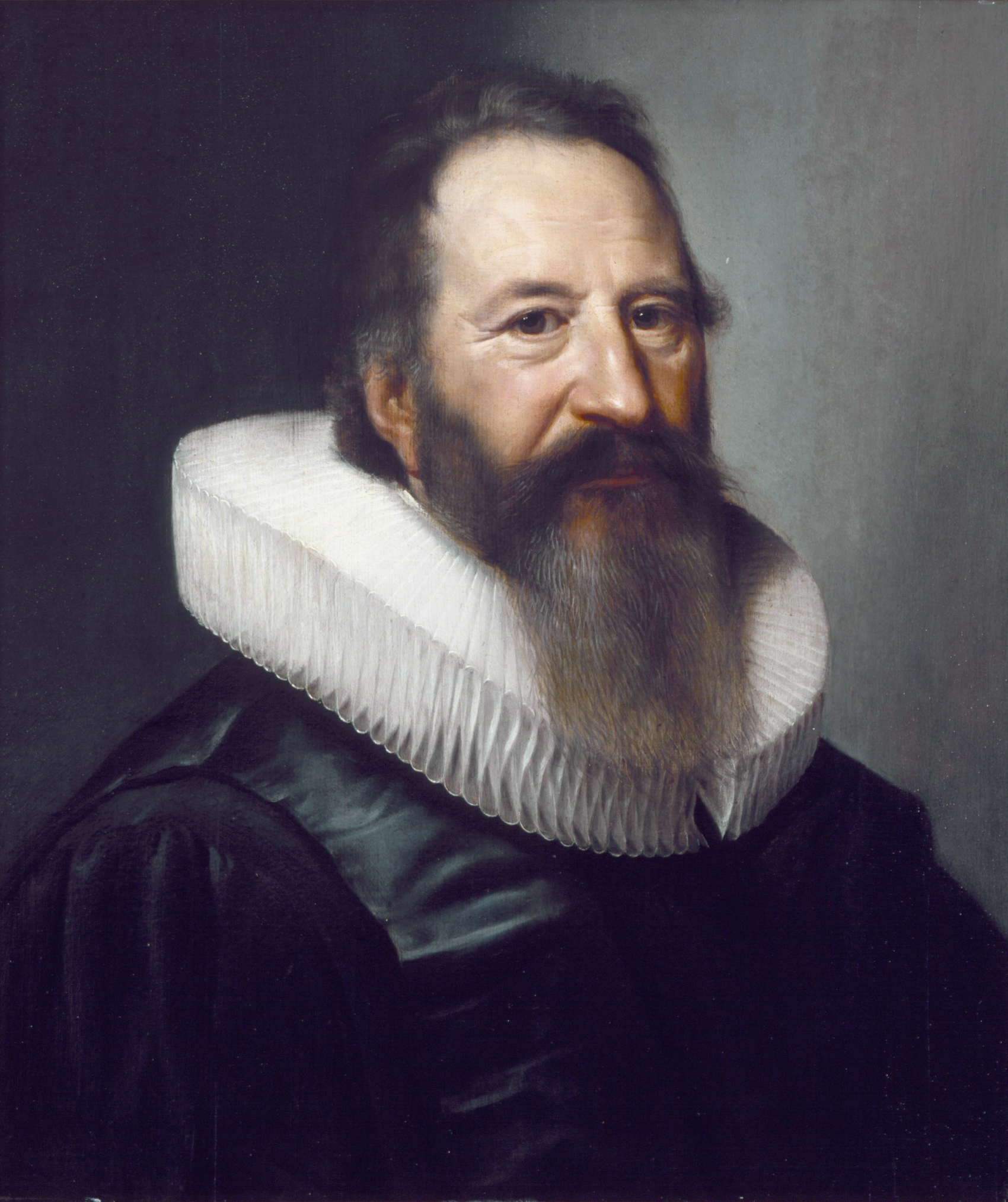
Gerhard Voss, pierwszy historycznie znany właściciel kodeksu

Tregelles ocenił niegdyś, że tekst zawiera dużo starożytnych wariantów. Hermann von Soden był zdania, że tekst ma pochodzenie antiocheńskie i należy do podgrupy komentarzy antiocheńskich. Ten typ tekstu von Soden oznaczał przy pomocy siglum A. Grecki tekst kodeksu reprezentuje bizantyńską tradycję tekstualną, z niewielką liczbą obcych naleciałości przypominających tekst aleksandryjski.
Kurt Aland dał mu profil tekstualny 1181, 531/2, 62, 14S, co oznacza że 118 razy wspiera tekst bizantyński przeciwko oryginalnemu, 53 razy zgodny jest z tekstem bizantyńskim i oryginalnym, 6 razy wspiera tekst oryginalny przeciwko bizantyńskiemu, posiada ponadto 14 sobie właściwych wariantów. Aland zaklasyfikował go do Kategorii V. Oznacza to, że tekst rękopisu zawiera mało starożytnych wariantów.
Według Claremont Profile Method, tj. metody wielokrotnych wariantów, kodeks przekazuje tekst mieszany, pochodzący z różnych tradycji tekstualnych. Metodą tą przebadano tylko dwa rozdziały Ewangelii Łukasza (1 i 10). Rozdział 10. jest fragmentaryczny i wykazuje pewne inklinacje do tekstu aleksandryjskiego. Rozdział 20. nie był badany, ponieważ rękopis ma lukę w tym miejscu. Profil ten różni się od profilu Alanda, dotyczy jednak niewielkiej próbki tekstu rękopisu. Z drugiej strony profil Alanda opiera się na wybranych miejscach Nowego Testamentu (w ogóle nie dotyczy Ewangelii Jana, gdzie jest dużo niebizantyńskiego elementu) .
Rękopis nie zawiera tekstów Mt 16,2b–3 (znaki czasu) i Pericope adulterae (Jan 7,53–8,11). Oba teksty uważane są za nieautentyczne przez krytyków tekstu. Brak Mt 16,2b–3 wspierany jest przez 01, 03, 036, f13, 579. Brakuje wiersza Jan 14,14, w czym jest wspierany przez rękopisy rodziny Lake’a (f1), minuskuły 565, 1009 i 1365 oraz lekcjonarze 76 i 253.
Warianty tekstowe
Ewangelia Marka 9,49 – πας γαρ πυρι αλισθησεται (każdy bowiem ogniem zostanie osolony) ] πας γαρ πυρι αλι αλισθησεται (każdy bowiem ogniem soli zostanie osolony); wariantu nie potwierdzają inne rękopisy;
Ewangelia Marka 16,14 – εγηγερμενον (powstał) ] εκ νεκρων (z martwych); wariantu nie potwierdzają inne rękopisy;
Ewangelia Łukasza 15,21 – dodana fraza ποιησον με ως ενα των μισθιων σου (uczyń mnie jednym z najemników twoich); wariant jest wspierany przez {\displaystyle \aleph }, B (D), 33, 700, 1241;
Ewangelia Jana 12,28 – σου το ονομα (twoje imię) ] σου τον υιον (twego syna); wariant wspierany jest przez L, f1, f13, 33, 579, 1241;
Ewangelia Jana 13,32 – brak frazy ει ο θεος εδοξασθη εν αυτω (jeżeli Bóg został objawiony w nim); wariant wspierany jest przez {\displaystyle {\mathfrak {P}}^{66}}, {\displaystyle \aleph ,} B, C, D, L, W, f1, 1071, 1546.

## Historia

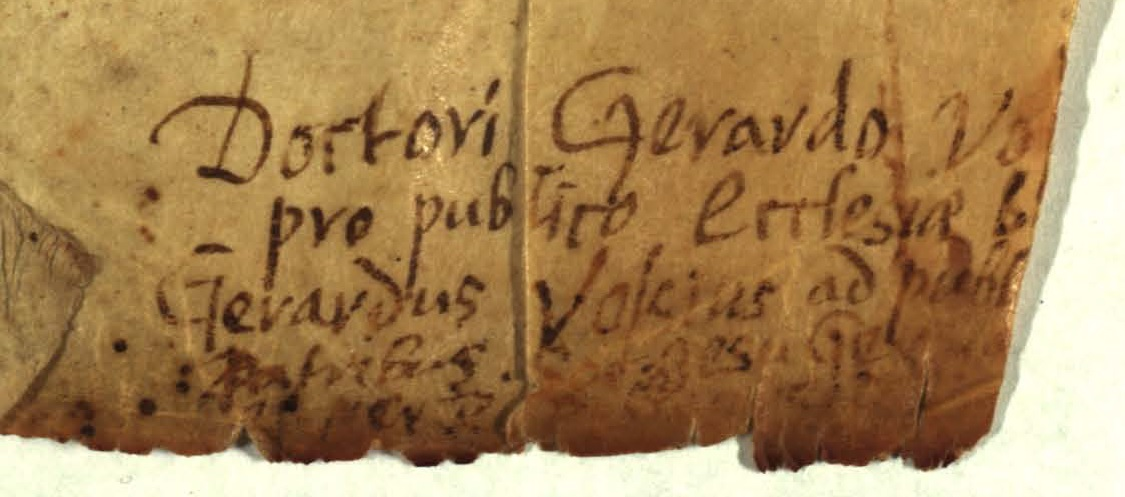
Nowożytne noty na folio 1 recto związane z Gerhardem Vossem

Griesbach sądził, że rękopis został sporządzony w XI wieku. Scrivener datował go na koniec IX lub początek X wieku, biorąc jako punkt odniesienia oksfordzki rękopis dzieł Platona z roku 895 napisany w Konstantynopolu (MS. E. D. Clarke 39). Gregory datował go na wiek X. Obecnie datowany jest zwykle na wiek X i jest to oficjalna data, jaką podaje INTF .
Wczesna historia rękopisu jest nieznana, nieznane jest miejsce, w którym powstał . Wiadomo natomiast, że przez pewien czas przechowywany był w Rzymie, w bibliotece kolegium jezuickiego w Ingolstadt, w Landshut (od 1803). W 1827 roku trafił do Monachium, gdzie obecnie przechowywany jest na Uniwersytecie Ludwika i Maksymiliana (= 2° Cod. ms. 30)  .
Ignatius von Weitenauer, niemiecki jezuita z Innsbrucka, odnotował w 1757 roku, że rękopis należał niegdyś do Gerharda Vossa (1577–1649), holenderskiego profesora, który podarował go bibliotece w Ingolstadt. Na pierwszej karcie widnieją dwie noty związane z osobą Vossa: „Doctori Gerardo Vossio pro publico ecclesiae bono” oraz „Gerardus Vossius ad publicandum patribus soc. Jes. Ger. communica[vit?]”.

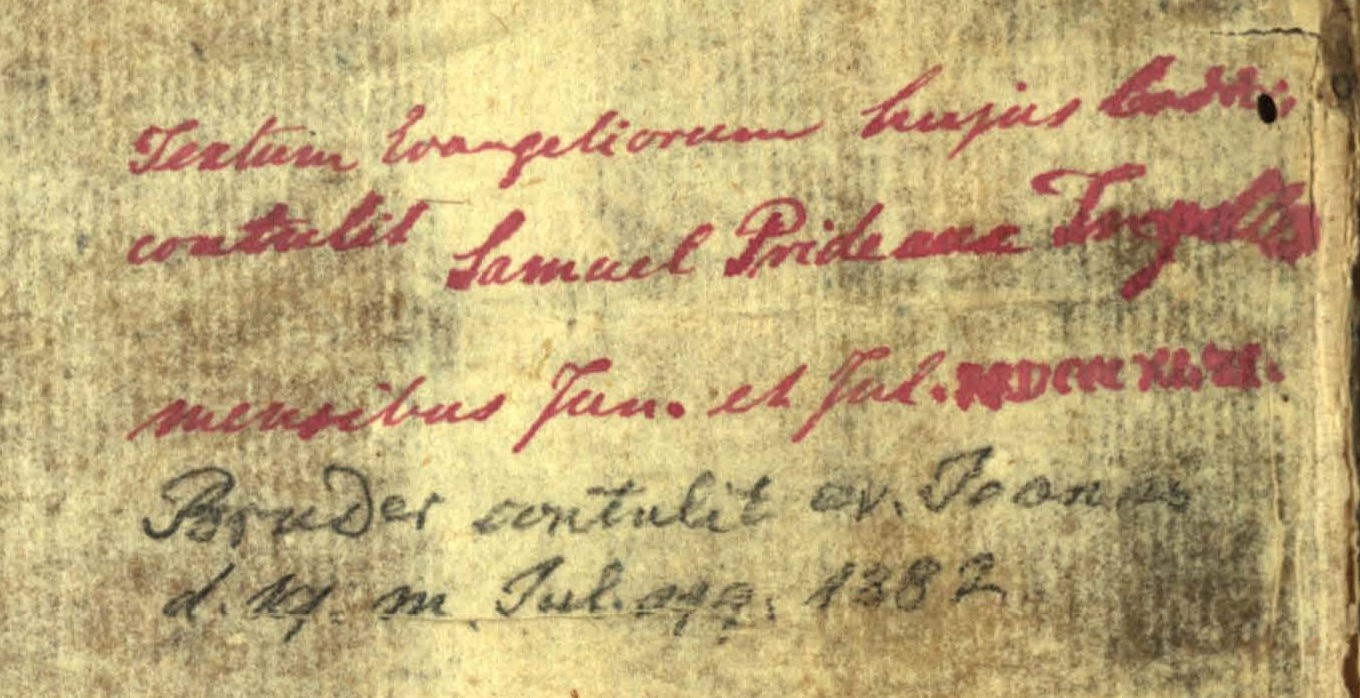
Noty uczynione na papierze przez Tregellesa w 1846 i Brudera w 1882

Gdy był przechowywany w Ingolstadt, Joseph Dobrovsky przejrzał niektóre jego partie tekstu w Ewangelii Łukasza i Jana oraz przesłał wybór niektórych jego wariantów tekstowych dla Griesbacha, na potrzeby jego wydania Nowego Testamentu (wydany w 1796). Tekst rękopisu został niedokładnie skolacjonowany przez Scholza. Ponownie skolacjonowali go Tischendorf w 1844 i Tregelles w 1846 roku, którzy następnie uzgodnili wyniki swojej pracy.
Dean Burgon badał rękopis w 1872 roku, a Johannes Bruder w 1882 roku. Burgon opublikował jego faksymile, było ono jednak na tyle słabej jakości, że Scrivener opublikował nowe faksymile w 1883 roku. Gregory badał rękopis dwukrotnie, w 1887 i 1888 roku. Za drugim razem sprawdził kolejność kart w rękopisie. Heinrich Joseph Vogels opublikował faksymile kodeksu w 1929 roku, William Hatch w 1939.
Na listę rękopisów Nowego Testamentu wprowadził go Griesbach, nadając mu siglum X. Griesbach nie widział rękopisu, bazował na opisie sporządzonym przez Josepha Dubrovskyego. Hermann von Soden nadał mu siglum A3. W 1908 roku Gregory nadał mu siglum 033.
Rękopis był cytowany w UBS3, jest rzadko cytowany w NA26, NA27 i UBS4. Został wykorzystany w Synopsis Quattuor Evangeliorum Alanda.